# Spartak Sofia
Spartak Sofia byl hokejový klub ze Sofie, který hrával Bulharskou hokejovou ligu. Klub byl založen roku 1956. Jejich domovským stadionem je Winter palace of Sports.